# سعدي يونس
سعدي يونس (مواليد 1 يوليو 1950) هو لاعب كرة قدم عراقي سابق لعب مع العراق في دورة الألعاب الآسيوية لعام 1974 في طهران. لعب لصالح العراق بين عامي 1973 و1975.